# Notothyladaceae
Famille
Les Notothyladaceae sont une famille de anthocérotes de l’ordre des Notothyladales.

## Liste des sous-familles et genres
Selon BioLib (7 janvier 2022) :
- sous-famille Notothylatoideae Grolle
  - genre Notothylas Sull. ex A. Gray
- sous-famille Phaeocerotoideae Hässel
  - genre Mesoceros Piippo
  - genre Paraphymatoceros Hässel
  - genre Phaeoceros Prosk.